# Luis Rey de Castro Caritg
Luis Rey de Castro Caritg (Arequipa, 24 d'abril de 1930-Lima, 12 d'abril de 2016) va ser un polèmic periodista peruà.
Luis va ser fill d'Ernesto Rey de Castro i Carmela Caritg Forga. Va estudiar Lletres a les universitats de San Agustín d'Arequipa (1947-1948) i San Marcos de Lima (1958).
Es va iniciar en el periodisme escrit a Arequipa, col·laborant en el diari El Deber (1948-1950), des de les pàgines del qual va atacar a la dictadura de Manuel Odría, la qual cosa li va valer una temporada a la presó. Després va passar a Lima i va ingressar al diari La Prensa de Lima, on va tenir la seva columna anomenada La Torre de Papel, on comentava temes d'actualitat. Va formar part d'un brillant grup de periodistes, entre els quals s'explicaven Juan Zegarra Russo, Enrique Chirinos Soto, Arturo Salazar Larraín, Patricio Ricketts, entre d'altres, tots ells formats sota la direcció del cèlebre Pedro Beltrán. Va tornar a la presó en 1956, aquesta vegada juntament amb Beltrán.
En 1962, va tenir una breu incursió en televisió, durant onze mesos, amb el programa dominical Las cartas sobre la mesa en América Televisión. S'hi convidava a polítics i funcionaris de l'Estat per a entrevistes delineades per la naturalesa de les preguntes del públic. A causa que es va convertir en un programa d'oposició va ser retirat de l'aire.
Va seguir treballant en La Prensa fins que va viatjar a Europa per tornar a finalitats dels anys 1960, durant el govern militar de Juan Velasco Alvarado. Al febrer de 1972 va ser deportat a Espanya, tornant gràcies a una amnistia del President Francisco Morales Bermúdez. Treballa en la Southern Perú i després com a Director d'Informacions en el qüestionat SINACOSO (Sistema Nacional de Comunicació Social).
En 1981, després d'una conversa amb el periodista Carlos Paz Cafferatta i amb el broadcaster Genaro Delgado Parker de Panamericana Televisión va retornar a la televisió peruana amb el micro programa La Ventana de Papel (1982-1987), primer amb programes gravats i després amb un espai en directe al programa matinal Buenos Días, Perú, que va aconseguir 756 emissions. Després va passar a Frecuencia Latina (canal 2), on va continuar el seu programa diari de comentaris polític, titulat aquesta vegada Torre de Papel (1992-1995).
Posteriorment, va continuar amb la feina de casa periodístiques en els diaris El Comercio i Expreso i després en el diari Correo, amb la seva tradicional columna d'anàlisi de temes d'actualitat.

## Obres
- De muerte natural (1988, poemari)
- El espejo y otros túneles (1993, narracions)
- Rehén voluntario. 126 días en la embajada del Japón (1998, crònica)
- Crónica de un dios menor (2002)